# 拯救角
拯救角（英語：Rescue Point），是南極洲的海岬，位於埃爾斯沃思地，處於瑟斯頓島的諾維爾半島西端，命名用作紀念1947年1月12日拯救6名空難生還者，現時由南極條約體系管理。